# Lanterna Verde (personaj)
Green Lantern (nume tradus în română ca Lanterna Verde) este numele mai multor supereroi care apar în benzile desenate americane publicate de DC Comics. Aceștia luptă împotriva răufăcătorilor cu ajutorul unor inele de putere care le conferă nenumărate puteri, sursa acestora fiind imaginația, curajul și spectrul electromagnetic al voinței utilizatorului. În general, personajele sunt descrise ca fiind membre ale Green Lantern Corps, o agenție intergalactică pacificatoare.
Primul personaj Green Lantern a fost Alan Scott. Acesta a fost creat în 1940 de Martin Nodell, primele sale aventuri fiind scrise de Bill Finger. În perioada Epocii de Aur a benzilor desenate, personajul a luptat cu precădere împotriva unor răufăcători pământeni în Capitol City, iar mai târziu în Gotham City. Odată cu Epoca de Argint a benzilor desenate, John Broome și Gil Kane au reinventat personajul sub numele Hal Jordan, în 1959. De asemenea, au creat organizația Green Lantern Corps. În Epoca de Bronz a benzilor desenate, Dennis O'Neil și Neal Adams l-au introdus pe John Stewart, un nou membru al GLC, și primul supererou afro-american al DC Comics. Alți membri cunoscuți ai organizației sunt Guy Gardner, Kyle Rayner, Simon Baz, Jessica Cruz și Sojourner Mullein.
Green Lanterns se numără printre cele mai longevive echipe de personaje ale DC Comics. Personajele au apărut în seriale de televiziune, filme și jocuri video.

## Caracterizare

### Abilități
Fiecare Green Lantern poartă un inel care le oferă o diversitate de puteri. Acesta este alimentat de voință utilizatorului. Puterea absolută a inelelor nu a fost niciodată riguros definită în benzile desenate, însă două abilități sunt întâlnite în cazul tuturor membrilor GLC: puterea de a zbura și construcții solide (cu precădere arme) de culoare verde.

### Jurământul Green Lantern
În numărul 9 al cărții de benzi desenate Green Lantern, scenaristul Alfred Bester, cunoscut drept unul dintre cei mai importanți romancieri science-fiction din anii 1950, a scris jurământul Lanternelor Verzi:
„
In brightest day, in darkest night
No evil shall escape my sight!
Let those who worship evil's might
Beware my power ― Green Lantern's light!
”
Acest jurământ a fost reutilizat odată cu introducerea personajului Hal Jordan. Alan Moore⁠(d) și Geoff Johns⁠(d) au propus versiuni diferite.

## Publicații

### Epoca de Aur
Martin Nodell⁠(d), inițial sub pseudonimul Mart Dellon, a creat primul Green Lantern în colaborare cu Bill Finger⁠(d). Personajul apărut pentru prima dată în revista de benzi desenate All-American Comics #16 din iulie 1940 publicată de All-American Publications⁠(d), una dintre cele trei companii care vor fuziona în cele din urmă pentru a forma DC Comics.
Numele adevărat al primului Green Lantern era Alan Scott⁠(d), un inginer feroviar care, după un accident de muncă, a intrat în posesia unui felinar magic care îi oferă puteri prin intermediul unui inel magic⁠(d), însă acesta trebuie „încărcat” la fiecare 24 de ori prin atingerea felinarului pentru scurt timp și este lipsit de putere împotriva obiectelor din lemn. Alan Scott a luptat cu precădere împotriva răufăcătorilor pământeni, dar a avut de înfruntat și personaje paranormale precum nemuritorul Vandal Savage⁠(d) și zombiul Solomon Grundyy⁠(d). Majoritatea aventurilor sale au loc în New York.
În calitate de personaj popular al anilor 1940, Green Lantern a apărut atât în cărți de antologie precum All-American Comics și Comic Cavalcade⁠(d), cât și în propria sa carte Green Lantern. De asemenea, a apărut în All Star Comics ca membru al echipei de supereroi Justice Society of America.
După Al Doilea Război Mondial, popularitatea supereroilor a intrat în declin. Cartea de benzi desenate Green Lantern a fost anulată după numărul 38 (mai-iunie 1949) și a apărut pentru ultima dată în All Star Comics #57 (1951). După ce au crescut în popularitate pe parcursul următoarelor decenii, personajul Alan Scott a revenit în benzile desenate, însă a fost maginalizat de noua lanternă verde Hal Jordan⁠(d). Inițial personaj secundar în aventurile altor supereroi, a obținut un rol principal în cele din urmă ca membru al Justice Society. Scott a continuat să apară în povești individuale și în cartea de benzi desenate Brightest Day, Blackest Night din 2002. Între 1995 și 2003, DC Comics a schimbat numele de cod al supereroului Alan Scott în „Sentinel” pentru a-l deosebi de lanternele verzi contemporane.
În 2011, personajul Alan Scott a fost complet modificat. Costumul personajului a suferit schimbări, iar sursa puterilor sale a fost schimbată în cea a puterii mistice a naturii.

### Epoca de Argint

Hal Jordan și prima încarnare a Lanternei Verzi, Alan Scott, pe coperta Green Lantern #40 (octombrie 1965).

În 1959, editorul evreu cu origini românești, Julius Schwartz, a reinventat personajul Green Lantern - acesta era un supererou științifico-fantastic pe nume Hal Jordan. Puterile sale era aproape identice cu cele ale personajului Alan Scott, dar era complet diferit de versiunea din anii 1940 - avea un nou nume, un alt costum și o altă origine. Conform acesteia, Hal Jordan a primit inelul din partea unui extraterestru muribund și a devenit membru al Green Lantern Corps, o agenție intergalactică pacificatoare aflată sub supravegherea Gardienilor Universului⁠(d).
Hal Jordan a fost introdus în Showcase⁠(d) #22 (septembrie-octombrie 1959). Gil Kane⁠(d) și Sid Greene⁠(d) alcătuiau echipa artistică responsabilă de crearea primelor reviste, alături de scriitorul John Broome⁠(d). Conform lui Kane, aspectul fizic al personajului a fost modelat după actorul Paul Newman.

### Premii
Revista de benzi desenate și creatorii săi au primit mai multe premii de-a lungul anilor, inclusiv Premiul Alley⁠(d) (1961; cel mai bun erou de aventură/eroină cu propria carte), respectiv Premiul Shazam⁠(d) al Academy of Comic Book Arts⁠(d)  în 1970 la categoria cea mai bună poveste individuală. ("No Evil Shall Escape My Sight", Green Lantern (vol. 2) #76 de Dennis O'Neil⁠(d) și Neal Adams⁠(d)) și în 1971 la aceeași categorie ("Snowbirds Don't Fly", Green Lantern (vol. 2) #85 de O'Neil și Adams).
Scriitorul O'Neil a primit premiul Shazam pentru cel mai bun scriitor (Secțiunea Dramatică) în 1970 pentru operele sale din Green Lantern, Batman, Superman și alte titluri, în timp ce artistul Adams a primit Shazam la categoria cel mai bun artist (Secțiunea Dramatică) în 1970 pentru operele sale din Green Lantern și Batman. Artistul Dick Giordano⁠(d) a primit Premiul Shazam pentru cel mai bun desenator (Secțiunea Dramatică) pentru operele sale din Green Lantern și alte titluri.
Însărcinat cu redactarea unei aventuri pentru Green Lantern, Judd Winick⁠(d) a alcătuit o poveste în care unul dintre asistenții lui Kyle Rayner - Terry - dezvăluie că este homosexual în Green Lantern (vol. 3) #137 (iunie 2001). În Green Lantern (vol. 3) #154 (noiembrie 2001), povestea intitulată „Hate Crime” a devenit cunoscută în mass-media după ce Terry a fost bătut cu brutalitate într-un atac homofob. Winick a fost intervievat la emisiunea lui Phil Donahue de pe MSNBC în legătură cu acea poveste pe 15 august 2002 și a primit două premii GLAAD Media⁠(d) pentru creațiile Green Lantern.
În mai 2011, Green Lantern s-a clasat pe locul 7 în lista „Top 100 Comic Book Heroes of All Time” realizată de IGN.

### Procese
Compania DC Comics a fost implicată în două dispute privitoare la marca înregistrată Green Lantern în fața United States Patent and Trademark Office, primul în 2012 și al doilea în 2016.

## Adaptări

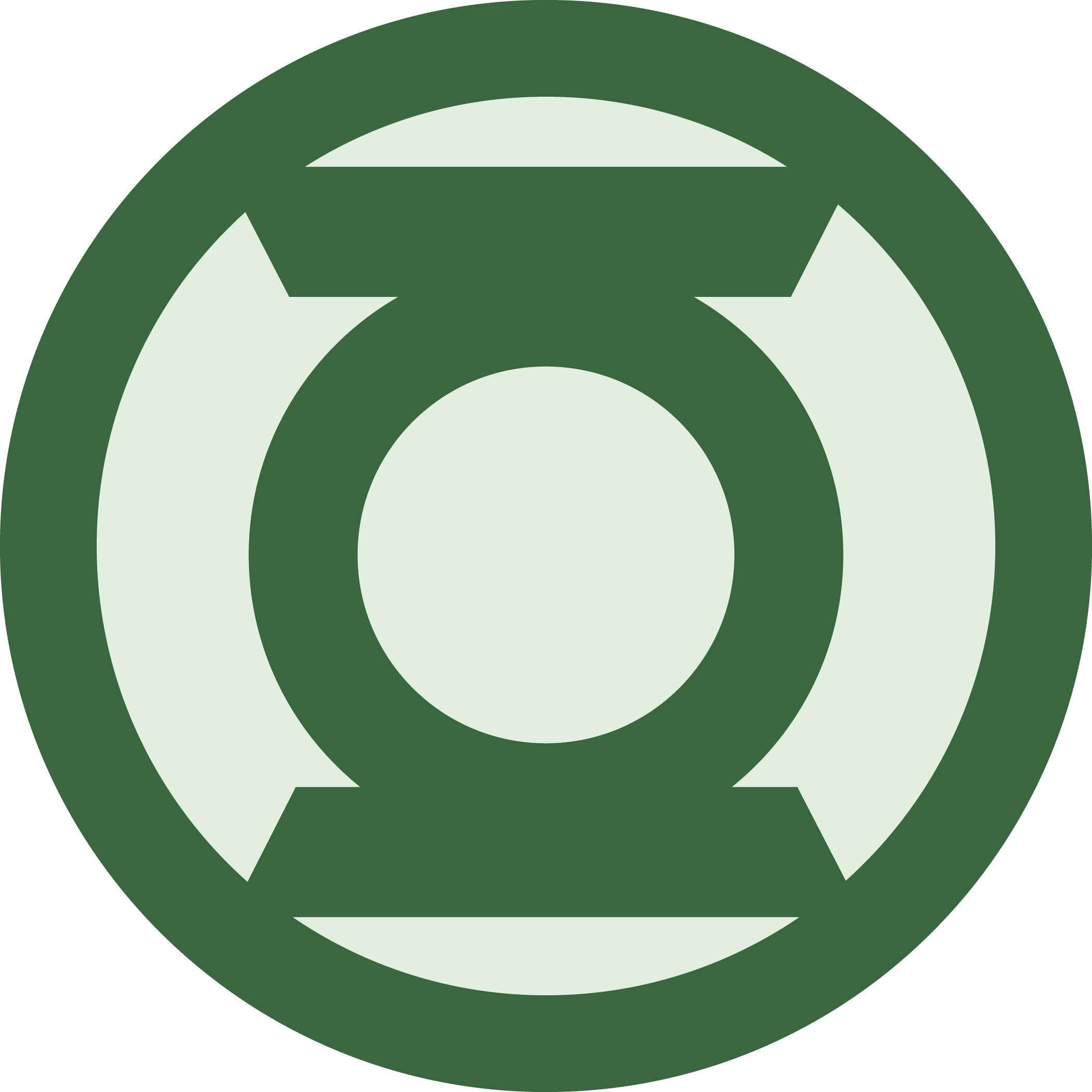
Simbolul Lanternei Verzi

### Filme
Hal Jordan și-a făcut debutul în lungmetrajul lansat sub același nume⁠(d) în 2011, fiind interpretat de Ryan Reynolds. Trebuia să fie primul film al unei noi francize cinematografice DC Comics, însă recenziile negative din partea criticilor și a fanilor au condus la anularea proiectelor.
John Stewart urma să apară să apară versiunea regizorală a filmului Liga Dreptății, interpretat de Wayne T. Carr, dar scena a fost anulată la cererea Warner Bros.

### Televiziune
În serialul de televiziune Stargirl⁠(d), bateria lui Alan Scott apare într-un flashback în care Injustice Society⁠(d) atacă sediul Justice Society of America. Pat Dugan⁠(d), membru JSA, i-a ascuns bateria în subsolul clădirii. În al doilea sezon⁠(d), fiica lui Scott, Jennie-Lynn Scott⁠(d), descoperă bateria tatălui său și o activează. Jennifer absoarbe energia bateriei, o distruge și părăsește Blue Valley în căutarea fratelui ei dispărut, Todd Rice⁠(d).
Un serial de televiziune intitulat Green Lantern urmează să fie produs de HBO Max și va include atât lanternele verzi Alan Scott, Guy Gardner, Jessica Cruz și Simon Baz, cât și un personaj original numit Bree Jarta. Actorii Finn Wittrock⁠(d) și Jeremy Irvine⁠(d) îi vor interpreta pe Gardner și Scott. Povestea serialului se desfășoară în mai multe epoci, având ca subiect originea fiecărui membru Green Lantern activ în perioada respectivă. În octombrie 2022, s-a anunțat că serialul a suferit numeroase modificări și va prezenta numai povestea lui John Stewart. În decembrie 2022, anumite surse au declarat că serialul a fost abandonat, însă James Gunn a susținut că proiectul este încă în producție. Titlul serialului a fost schimbat în Lanterns în ianuarie 2023. S-a confirmat că versiunea cu Berlanti a fost anulată, acest nou serial având ca subiect poveștile lui Stewart și Hal Jordan ca parte a noului univers DC⁠(d).